# Berlin (sang af Nordstrøm)
 For alternative betydninger, se Berlin (flertydig). (Se også artikler, som begynder med Berlin)
Berlin er en sang af den danske elektropopduo Nordstrøm fra albummet Dagdrømmer. Sangen blev udgivet i 2006 og er den mest berømte single fra Nordstrøm.

## Musikvideo
Musikvideoen til Berlin udkom på YouTube den 26. februar 2009. Videoen viser en mand, der tager et tog fra Københavns Hovedbanegård til Berlin. Han går rundt i byen og ved ikke rigtig hvad han skal lave. Lidt senere møder han en kvinde, som han forelsker sig i, og senere har sex med. Men næste morgen, forlader han kvinden og videoen slutter med at han kigger op mod højhuset hun bor i.